# Picnic The Streets
Picnic The Streets is een Belgisch collectief dat via een picknick oproept tot burgerlijke ongehoorzaamheid. Sinds 2012 worden symbolische plaatsen bezet als oproep tot meer leefbaarheid en levenskwaliteit in de stad. De eerste Picnic in Brussel kreeg navolging in Luik, Namen en Antwerpen. Naast strijd voor duurzame mobiliteit is er ook een streven naar meer groenruimte door bijvoorbeeld het openstellen van het domein van het Kasteel van Laken. Meer abstracte oproepen als Picnic the 19 gemeenten vonden tot nog toe geen gehoor.

## Centrale lanen Brussel
Op 24 mei 2012 lanceerde Philippe Van Parijs een oproep om te picknicken op het Beursplein voor een stadscentrum zonder gemotoriseerd verkeer. Hij publiceerde de oproep in BRUZZ en Le Soir nadat een studie aantoonde dat Brussel de hoogste filedruk had van alle Europese steden. Hij putte inspiratie uit een protestpicknick die in 1971 heeft geleid tot een autovrije Grote Markt en er kwam er nadat het magazine The Bulletin deze plek The most beautiful parking lot in the world had genoemd. Bram Dewolfs zorgde voor een facebookevent en op 10 juni kwamen meer dan 2000 mensen het Beursplein bezetten. Het idee kwam op de politieke agenda en na een tweede editie in september werd het autovrij stadscentrum een speerpunt bij de gemeenteraadsverkiezingen van oktober. In juni 2014 kwam er een volgende editie omdat de plannen met mini-ring en vijf extra parkings niet tegemoet kwamen aan het verminderen van de autodruk.
Op 29 juni 2015 werd het Beursplein autovrij gemaakt in afwachting van volledige heraanleg, Gemotoriseerd verkeer werd ook verboden in de Anspachlaan, de Henri Mausstraat, de Beursstraat, de Ortsstraat, de Jules Van Praetstraat, de Paul Devauxstraat, de Steenstraat, de Karperbrug, de Borgval, de Sint-Michielsstraat (partim), de Finnisteraestraat, de Zuidstraat, de Eikstraat, de Kolenmarkt (partim), de Kiekenmarkt (partim), de Gretrystraat, het Fontainasplein (partim), Plattesteen, de Spoormakersstraat, de Magdalenasteenweg, de Lievevrouwbroersstraat, de Antwerpsepoort, de Leopoldstraat, de Moutstraat en een deel van de Stalingradlaan. Fietspaden werden gemarkeerd in de Dansaertstraat, de Visverkopersstraat, Arteveldestraat, Keizerslaan, Cellebroersstraat, Zwarte Lievevrouwsstraat, Bogaardenstraat en Zespenningenstraat.
Tijdens de voorlopige inrichting kwam een openbaar onderzoek dat schijnparticipatie werd verweten. De heraanleg van de voetgangerszone liep veel vertraging op. In 2016 werden na kritiek van enkele handelaren terug auto's toegelaten op het de Brouckèreplein en een deel van de Zuidstraat. Verschillende straten in de voetgangerszone werden gerenoveerd zoals de Karperburg, Grétrystraat en de Zuidstraat. Vanaf september 2017 werden het Brouckèreplein, Fontainasplein en Beursplein gerenoveerd dankzij financiering door Beliris volgens een ontwerp van de architecten van SUM Projects.